# Hate Your Friends
Hate Your Friends — дебютный студийный альбом американской альтернативной рок-группы The Lemonheads. Спродюсированный и выпущенный на бостонском инди-лейбле Taang! Records и лицензированный для одновременного выпуска на нескольких других лейблах по всему миру, альбом демонстрирует раннее звучание группы и панк-корни. Hate Your Friends также является одним из трех альбомов, в записи которых приняли участие оригинальный состав Lemonheads с Эваном Дандо, Беном Дейли и Джесси Перецем.

## История
Список композиций альбома менялся от формата к формату и был отобран из нескольких разных сессий записи. Семь песен на первой стороне пластинки 1987 года показывают группу как квартет из четырех человек, где Дуг Трахтен играет на барабанах, освобождая Дандо и Дейли, чтобы они оба играли на гитарах и переключались на вокал, в то время как Перец играл на басу. Шесть песен на второй стороне были записаны до того, как Трахтен присоединился к группе, когда Дандо и Дейли поменялись обязанностями гитары и барабанов. Кассетная версия содержала семь бонусных треков: три, добавленные в начало первой стороны, были взяты из предыдущего мини-альбома группы Laughing All the Way to the Cleaners, а четыре, добавленные в конец второй стороны, ранее не издавались и также были до Трахтена.
С выпуском в 1988 году второго альбома Lemonheads, Creator, Taang выпустил дебютный CD группы под названием Create Your Friends, содержащий 13 треков из LP-версии Hate Your Friends и 13 треков из оригинального LP Creator. Когда Taang переиздал оба альбома в 1992 году в виде отдельных дисков, CD-версия Hate Your Friends следовала последовательности из 20 треков кассеты.

## Отзывы
| Оценки критиков               | Оценки критиков |
| Источник                      | Оценка          |
| ----------------------------- | --------------- |
| AllMusic                      | [ 1 ]           |
| Spin Alternative Record Guide | 6/10            |

Альбом получил в целом положительные отзывы от современных музыкальных критиков.
Стивен Томас Эрлевайн в своей рецензии в AllMusic отметил, что «Дебютный альбом Lemonheads получился немного несфокусированным, большую часть времени он посвящен хардкор-панку в стиле пост-Hüsker Dü, но его лучшие моменты („Second Chance“, „Fed Up“) показывают, что у Эвана Дандо есть природный талант к поп-припевам».

## Песни-каверы
На виниловой версии альбома Бен Дейли поет американский христианский гимн «Amazing Grace», который не указан в титрах как «традиционный», хотя широко известно, что он был написан английским поэтом и священнослужителем Джоном Ньютоном. Бонус-трек на кассете/CD «I Am a Rabbit» изначально принадлежит ранней новозеландской панк-группе Proud Scum.

## Список композиций
Все композиции написаны Беном Дейли, за исключением особо оговоренных случаев.

### Виниловая грампластинка (LP)
Первая сторона
1. «Don’t Wanna» (Dando)
2. «3-9-4» (Deily)
3. «Nothing True» (Dando)
4. «Second Chance» (Deily)
5. «Sneakyville» (Dando)
6. «Amazing Grace» (народная; аранжировка Dando, Deily, Peretz)
7. «Belt» (Dando)

Вторая сторона
1. «Hate Your Friends» (Dando)
2. «Don’t Tell Yourself» (Dando)
3. «Uhhh» (Deily)
4. «Fed Up» (Dando)
5. «Rat Velvet» (Dando, Peretz, Deily)
6. «So I Fucked Up…» (Deily)

Эти 13 треков появились в этом порядке в качестве первой половины компакт-диска Create Your Friends в 1988 году.

### Компакт-кассета
Сторона A
1. «Glad I Don’t Know» (Dando)
2. «I Like to» (Dando)
3. «Rabbit» (кавер Proud Scum)
4. «Don’t Wanna» (Dando)
5. «3-9-4» (Deily)
6. «Nothing True» (Dando)
7. «Second Chance» (Deily)
8. «Sneakyville» (Dando)
9. «Amazing Grace» (народная; аранжировка Dando, Deily, Peretz)
10. «Belt» (Dando)

Сторона B
1. «Hate Your Friends» (Dando)
2. «Don’t Tell Yourself» (Dando)
3. «Uhhh» (Deily)
4. «Fed Up» (Dando)
5. «Rat Velvet» (Dando, Peretz, Deily)
6. «So I Fucked Up…» (Deily)
7. «Ever» (Deily)
8. «Sad Girl» (Dando)
9. «Buried Alive» (Deily)
10. «Gotta Stop» (Dando)

Треки A1-3 и B6 взяты из мини-альбома Laughing All The Way To The Cleaners 1986 года. Трек B8 появился на компиляции LP Crawling From Within.
Эти 20 треков появились в другом порядке на CD-версии альбома 1992 года.